# Lúky
Lúky (in ungherese Alsórétfalu) è un comune della Slovacchia facente parte del distretto di Púchov, nella regione di Trenčín.